# Tredje ståndet

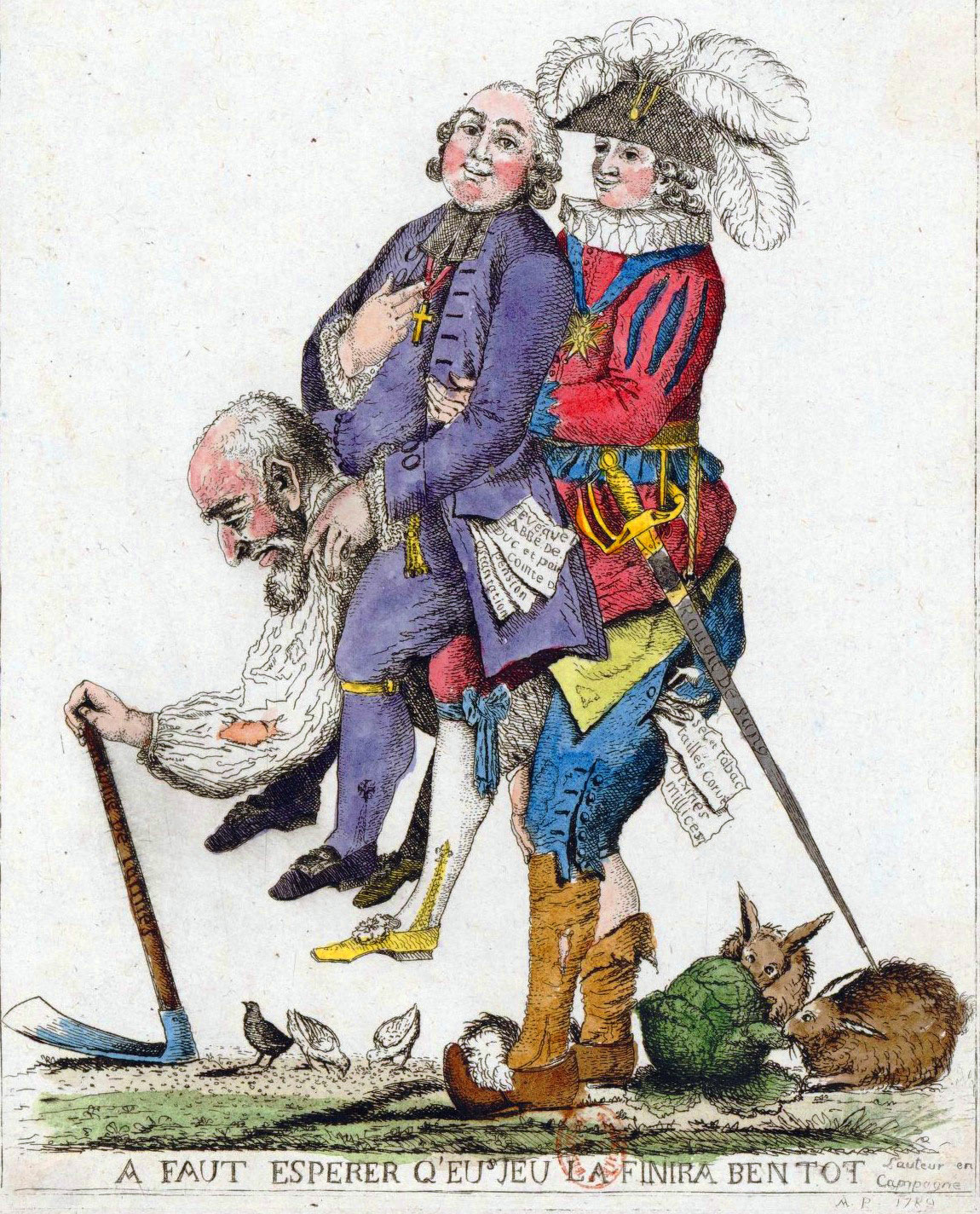
Karikatyr över förhållandena i det förrevolutionära Frankrike, där präster och adel bärs upp av det tredje ståndet.

Det tredje ståndet var den grupp inom ståndsväsendet i europeisk historia som representerade det ofrälse ståndet, det vill säga de som vare sig stod för adelns eller kyrkans intressen. I svensk historia motsvaras detta huvudsakligen av den grupp som utgjordes av borgar- och bondeståndet.

## Historik
Ståndsväsendet i sig utgjorde ett system för att i någon mån ge andra grupper, vid sidan av den kungliga makten, politiskt inflytande i hur statens affärer sköttes. Endast de grupper som på något sätt lyckades göra sig gällande i maktspelet kunde därför räkna med att få en egen plats bland ständerna. Indelningen om vilka personer som räknades i de olika ständerna och även antalet ständer skiljer sig åt mellan olika länder och även över tid. Normen i det kontinentala Europa var dock i huvudsakligen tre grupper som lyckades göra sig gällande: präster och adel vilka utgör det första och andra ståndet, samt en tredje grupp med övriga ofrälse som utgör det tredje ståndet.

### Ofrälse i Skottland och England
I Skottlands parlament utgjordes det tredje ståndet av representanter för städernas borgare, men man utgjorde inte någon egen kammare som röstade för sig utan man sammanträdde med det första och andra ståndet som ett enkammarparlament. Englands parlament började utvecklas till ett tvåkammarsystem så tidigt som på 1300-talet, därför kan man inte på samma sätt tala om ett ståndssystem i England, men majoriteten av medlemmarna i underhuset bestod av borgare (burgesses), ägare av större lantegendomar (gentry), och grupper som i andra länder snarast skulle betraktas någon form av lågadel (knight). Vid bildandet av Storbritannien 1707 ersattes det skotska tredje ståndet med en representation om 15 mandat i städerna och 30 mandat på landsbygden, av de totalt 586 mandaten i Storbritanniens parlament. Efter unionsakterna 1800 då det Förenade kungarikets parlament bildades gjordes ingen förändring av mandaten för Skottland, men Irland fick 100 mandat trots att det endast var irländska protestanter som fick röst och representationsrätt.

### Tredje ståndet i Frankrike
I Frankrikes generalständer utgjorde det tredje ståndet (tiers état) en egen kammare som röstade för sig skilt från det första och andra ståndet. Grupperna i det första och andra ståndet representerade ungefär en halv miljon innevånare, eller två procent av den franska befolkningen i slutet av 1700-talet. Det tredje ståndet såg sig själva som att de omfattade de resterande 98 procenten av befolkningen. I det tredje ståndet fanns vid sidan av borgare och bönder, efter hand också ett allt större inslag av personer med hög utbildning så som jurister, men även köpmän vilka blivit förmögna och som förmådde formulera krav på ökat politiskt inflytande. Generalständerna inkallades för sista gången i maj 1789, och hade då inte varit inkallat sedan 1614. Det tredje ståndet hade tillåtits att få ett ökat antal ledamöter, men när man insåg att detta inte skulle leda till något ökat inflytande marscherade man ut och upprättade istället en nationalförsamling för att stifta lagar i folkets namn, samtidigt som man riktade en inbjudan till ledamöterna från det första och andra ståndet att ansluta sig. Kungen försökte att upplösa nationalförsamlingen, men detta ledde till att ledamöterna genom Eden i Bollhuset svor att man inte skulle skiljas åt innan man tagit fram en konstitution, vilket blev upptakten till den franska revolutionen.

### Borgar- och bondestånden i Sverige och Finland
Sverige skiljer sig i flera avseende mot utvecklingen i övriga Europa, främst genom att det fanns ett system med fyra istället för tre ständer. Presendensordningen i den svenska ståndsriksdagen var också annorlunda då det svenska adelsståndet räknades först och dessutom ansågs var det enda frälseståndet. Prästeståndet, borgarståndet och bondeståndet räknades som ofrälse, även om biskoparna och superintendenterna inom prästeståndet motsvarade det som utanför Norden ansågs utgöra ett andligt frälse. Det fanns också en uppdelning där de tre första ständerna med adel, präster och borgare genom majoritetsprincip kunde hålla bondeståndet utestängt från att delta i viktiga beslut, bland annat i det Sekreta utskottet.
Efter Freden i Fredrikshamn 1809 när Finland utgjorde ett ryskt storfurstendöme fortsatte den finländska befolkningen vara representerad enligt samma modell som i den svenska ståndsriksdagen men nu i Finlands lantdag istället, med de finländska adels-, präste-, borgar- och bondestånden.